# Église Saint-Pierre de Louhans
L'église Saint-Pierre de Louhans est une église du XIVe siècle de style gothique avec toiture en tuile vernissée de Bourgogne, à Louhans en Saône-et-Loire en Bresse bourguignonne. Rattachée au diocèse d'Autun, Chalon et Mâcon elle est consacrée à saint Pierre.

## Historique
En 878 roi Louis II de France donne le prieuré de Louhans à l'abbaye Saint-Philibert de Tournus en y mentionnant l'église Saint-Martin de Louhans. Les quelques fermes alentour sont alors exploitées par les moines de Tournus.

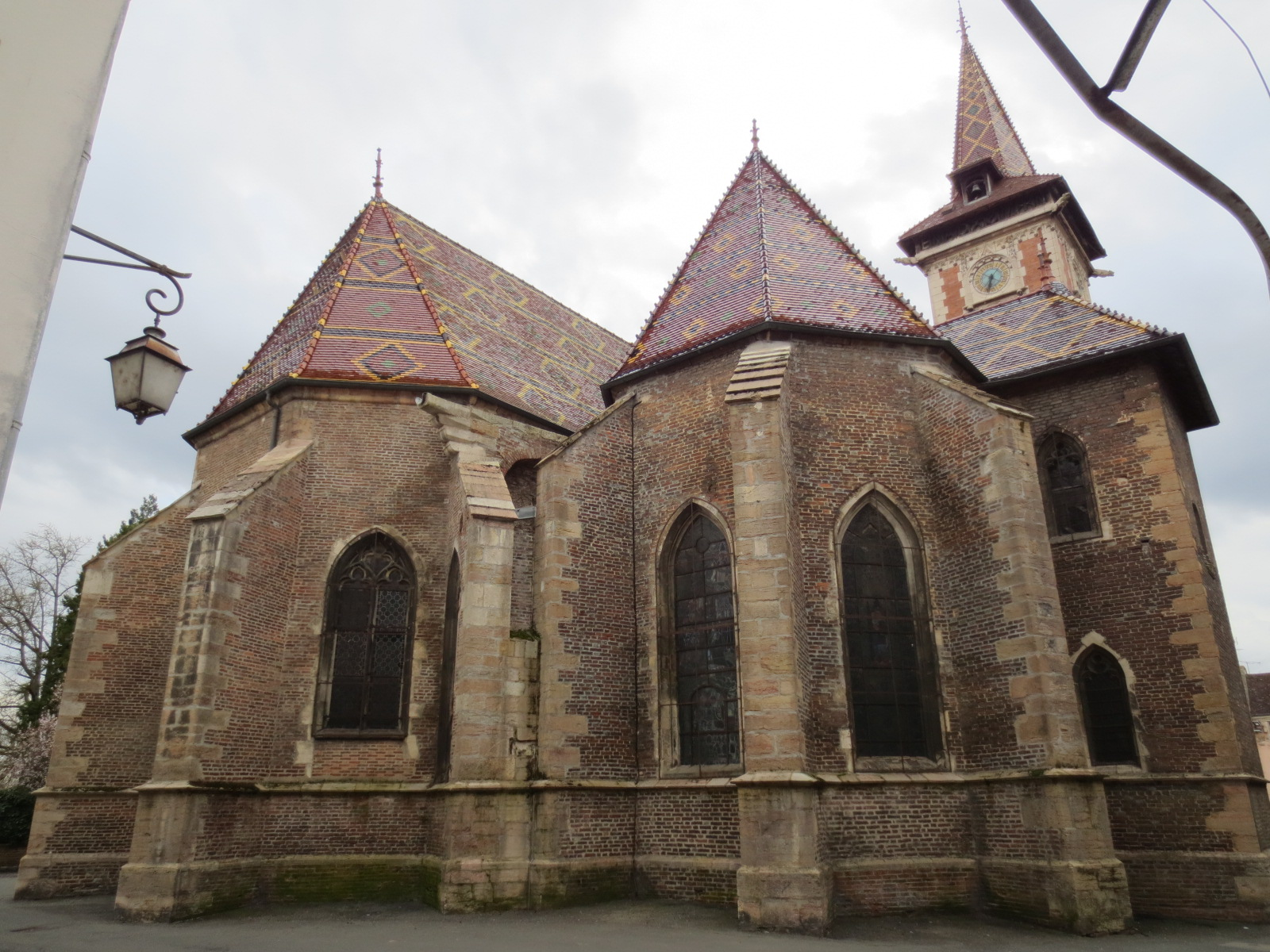
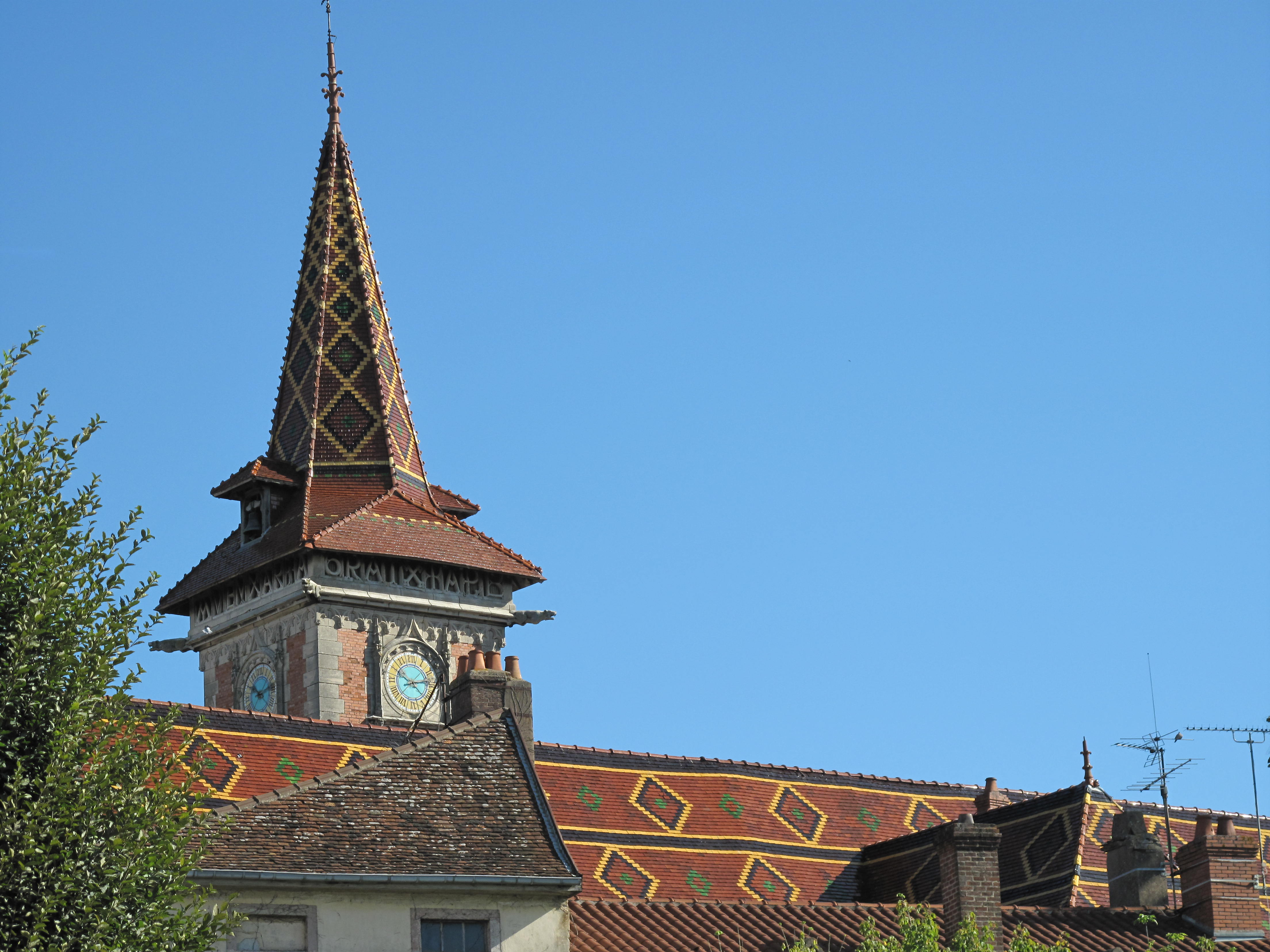
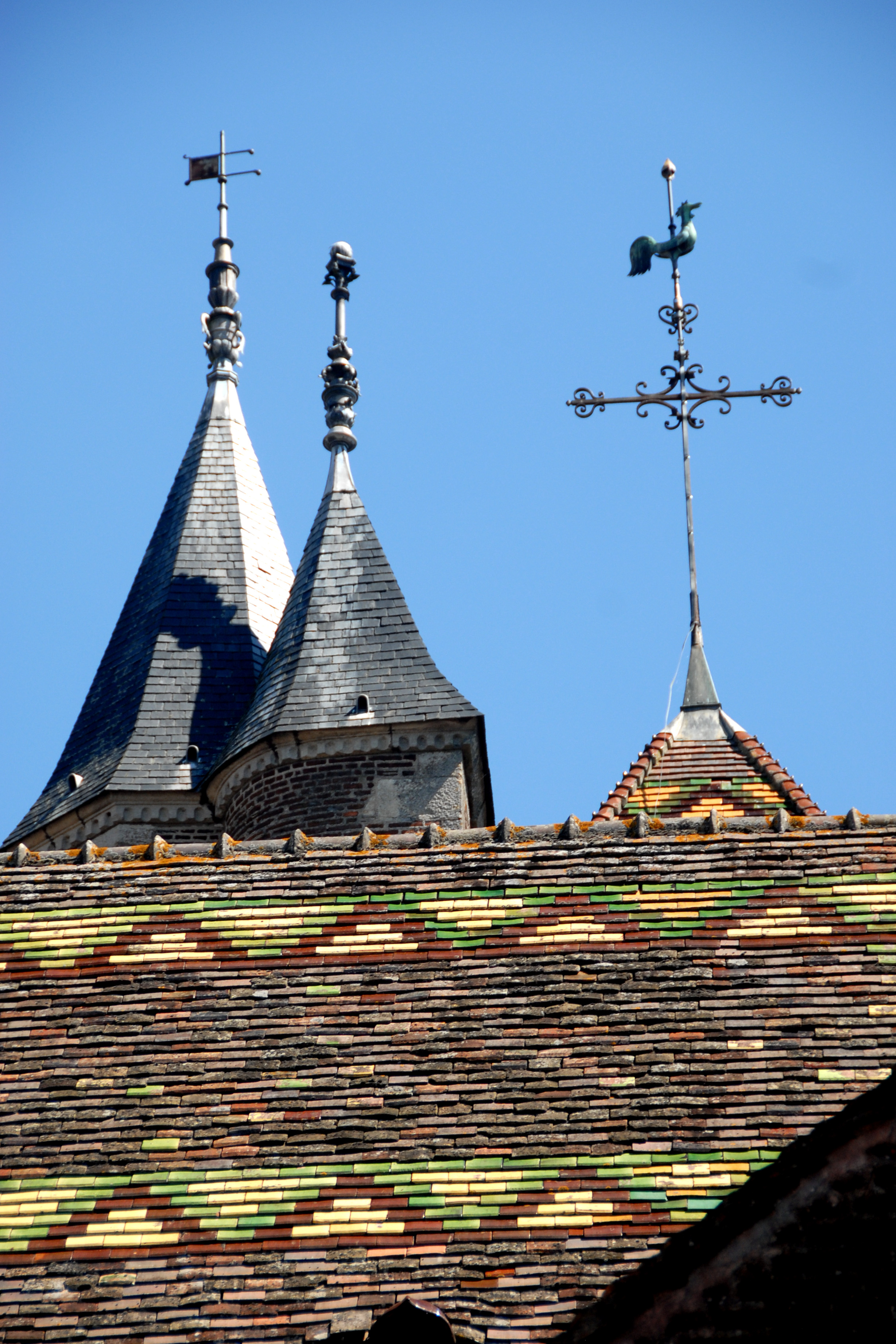

Aux XIVe siècle cette église en brique traditionnelle bressane est  construite sur l’emplacement de l'ancienne église.

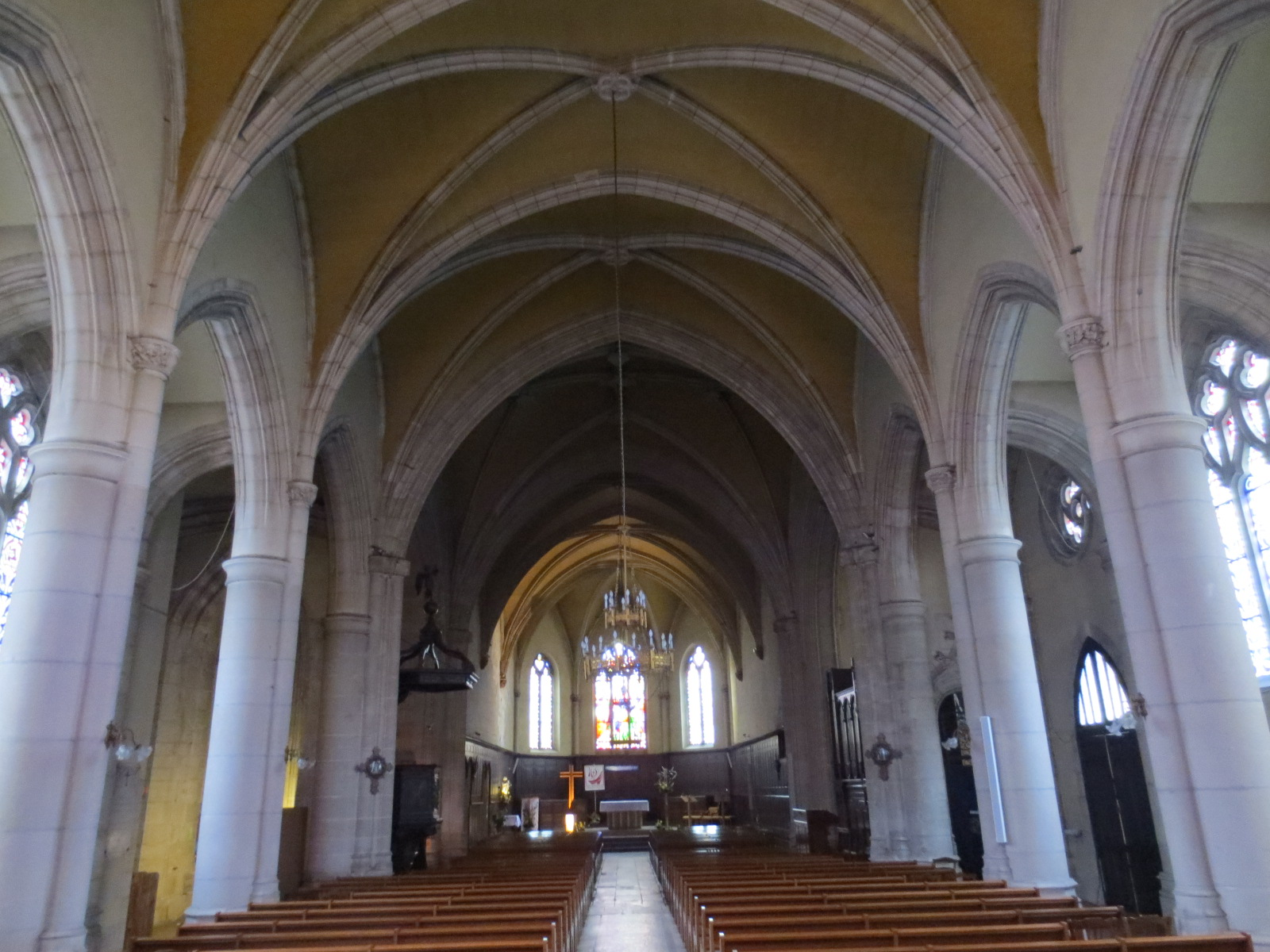
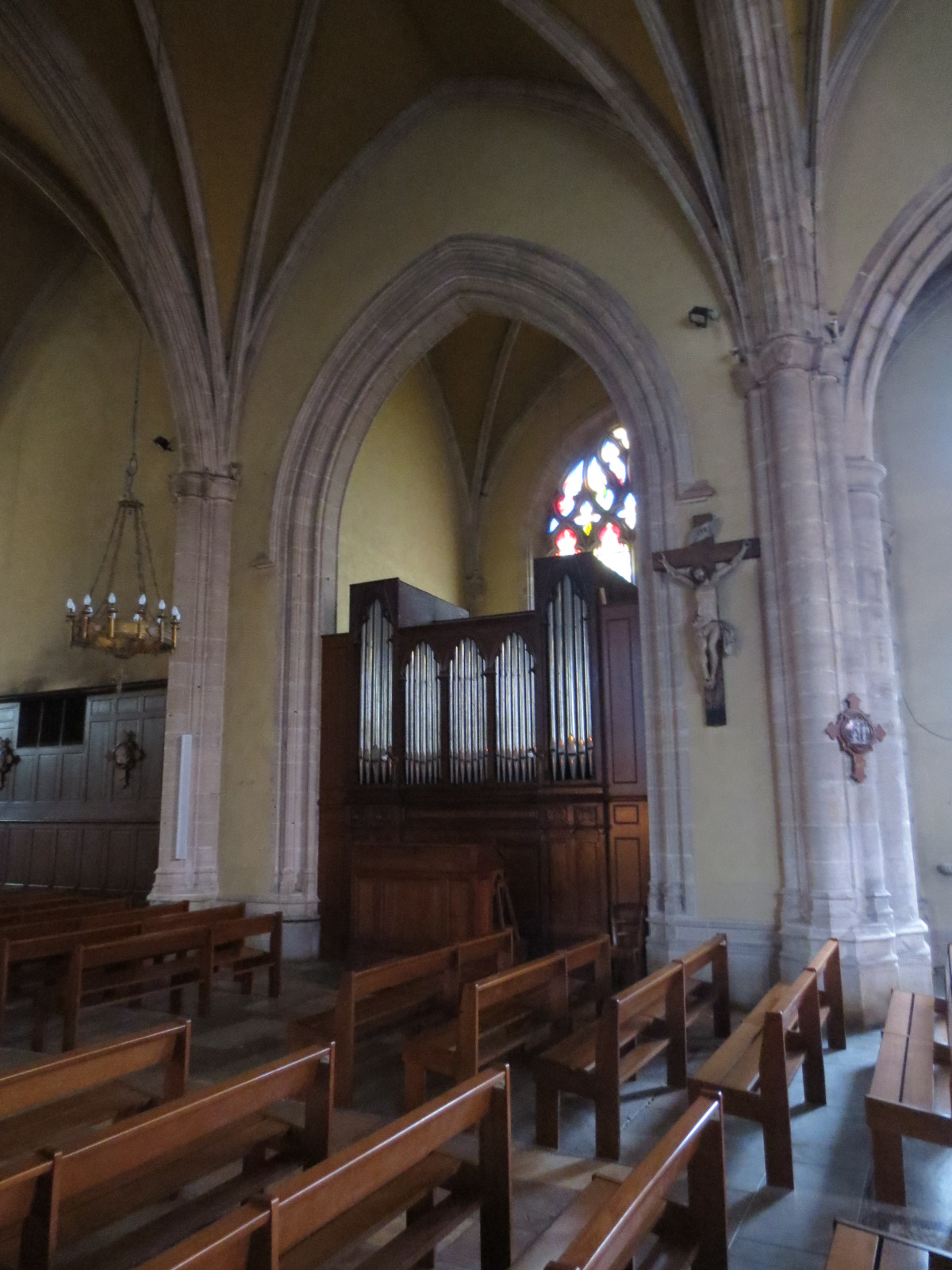
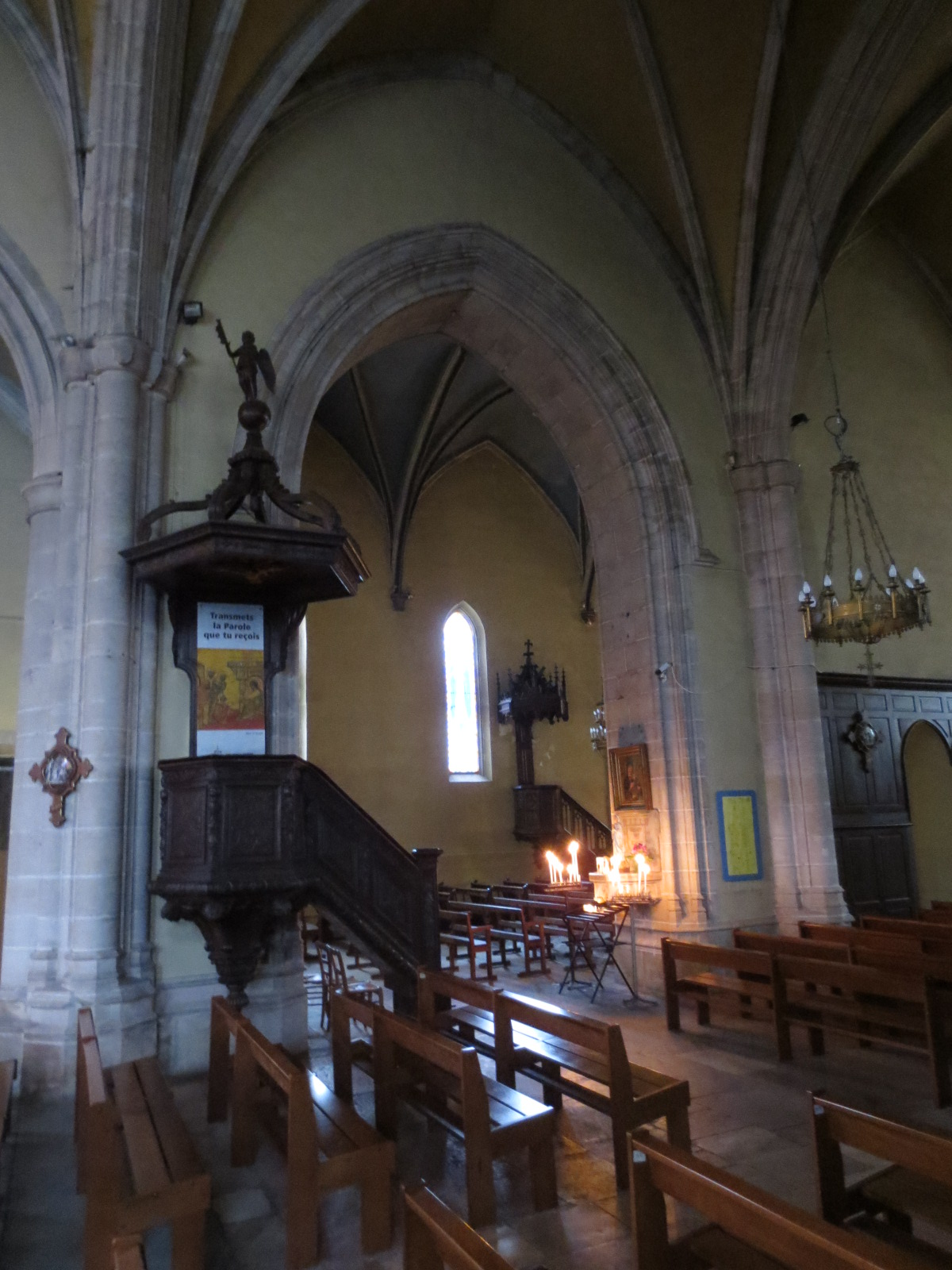
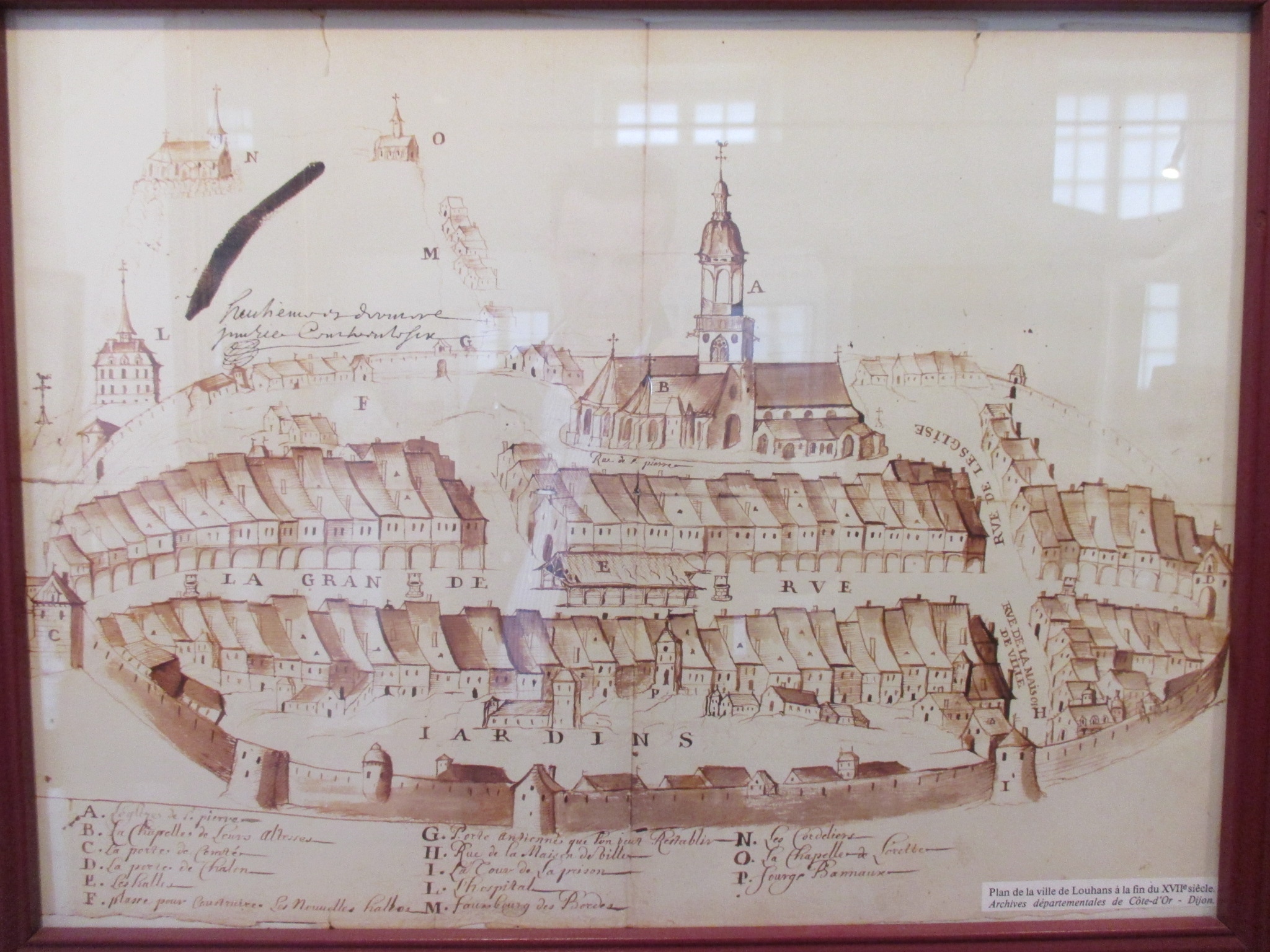
Ancien clocher à dôme et 157 arcades de Louhans fortifiées au XVIIe siècle.

Au XVIIIe siècle l’église est agrandie par l'ajout d'un second corps de bâtiments (la chapelle Notre-Dame) accolé à l'église, par l'architecte Émiland Gauthey.

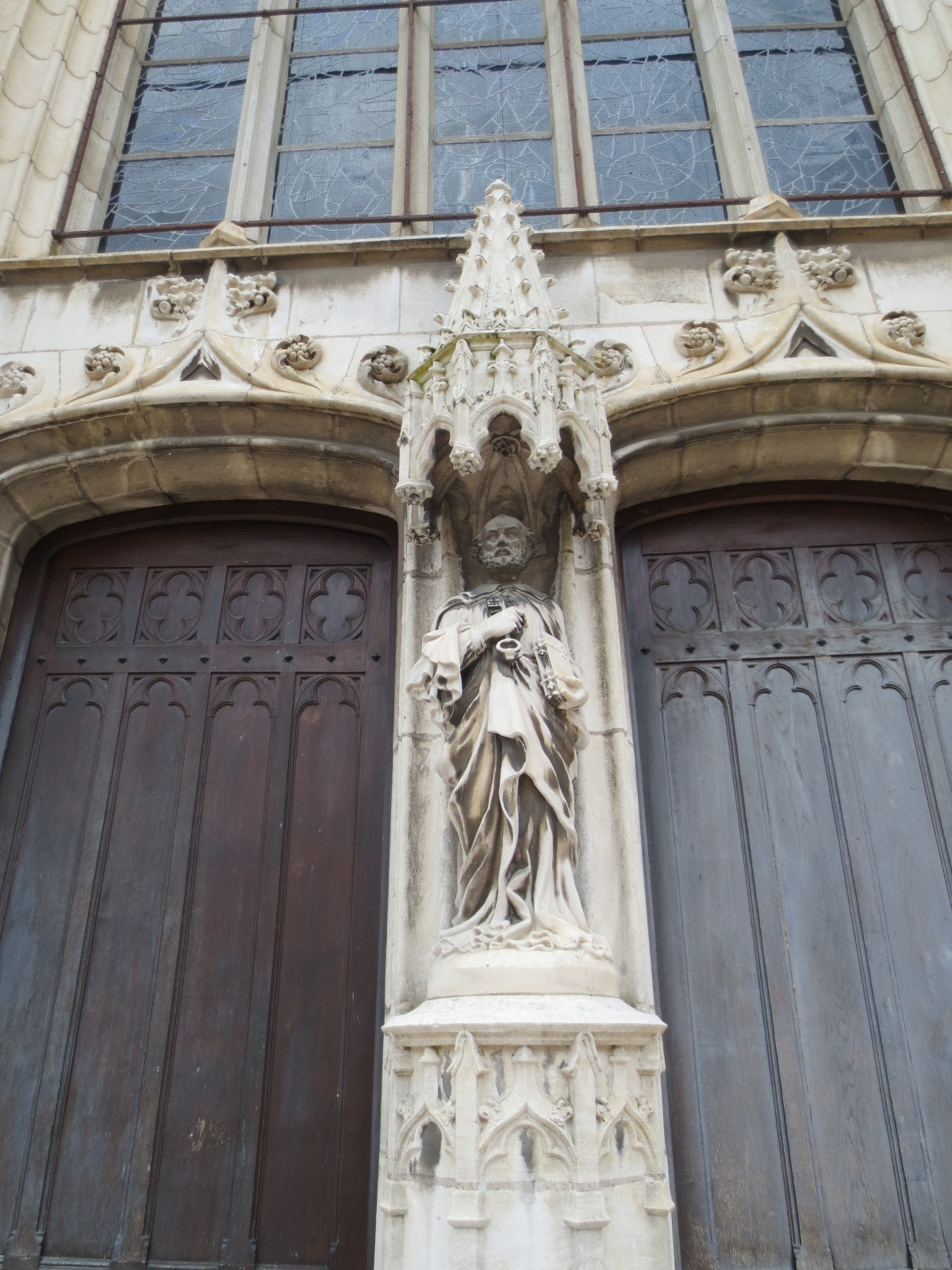
Saint Pierre
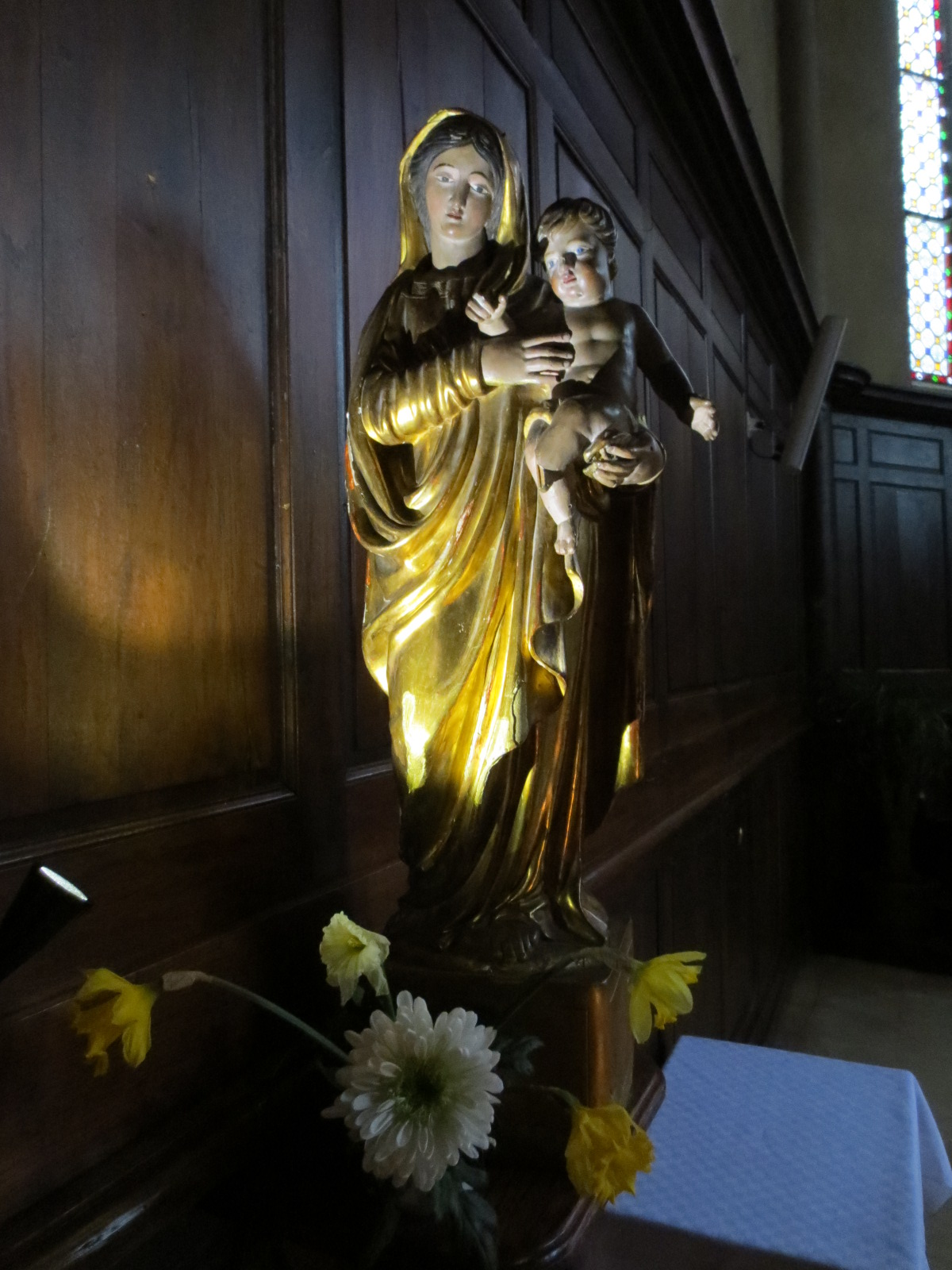
Vierge à l'Enfant
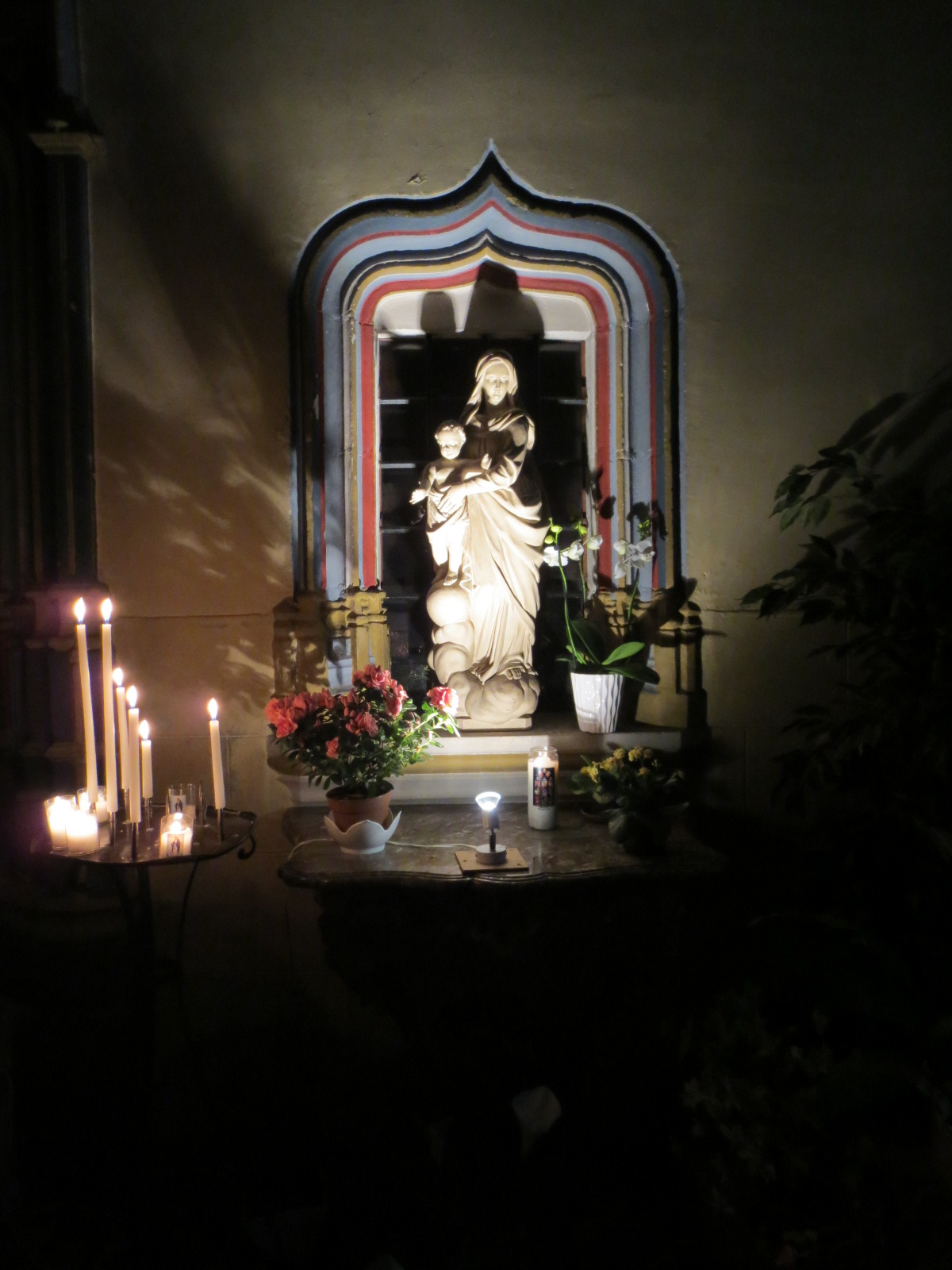
Vierge à l'Enfant
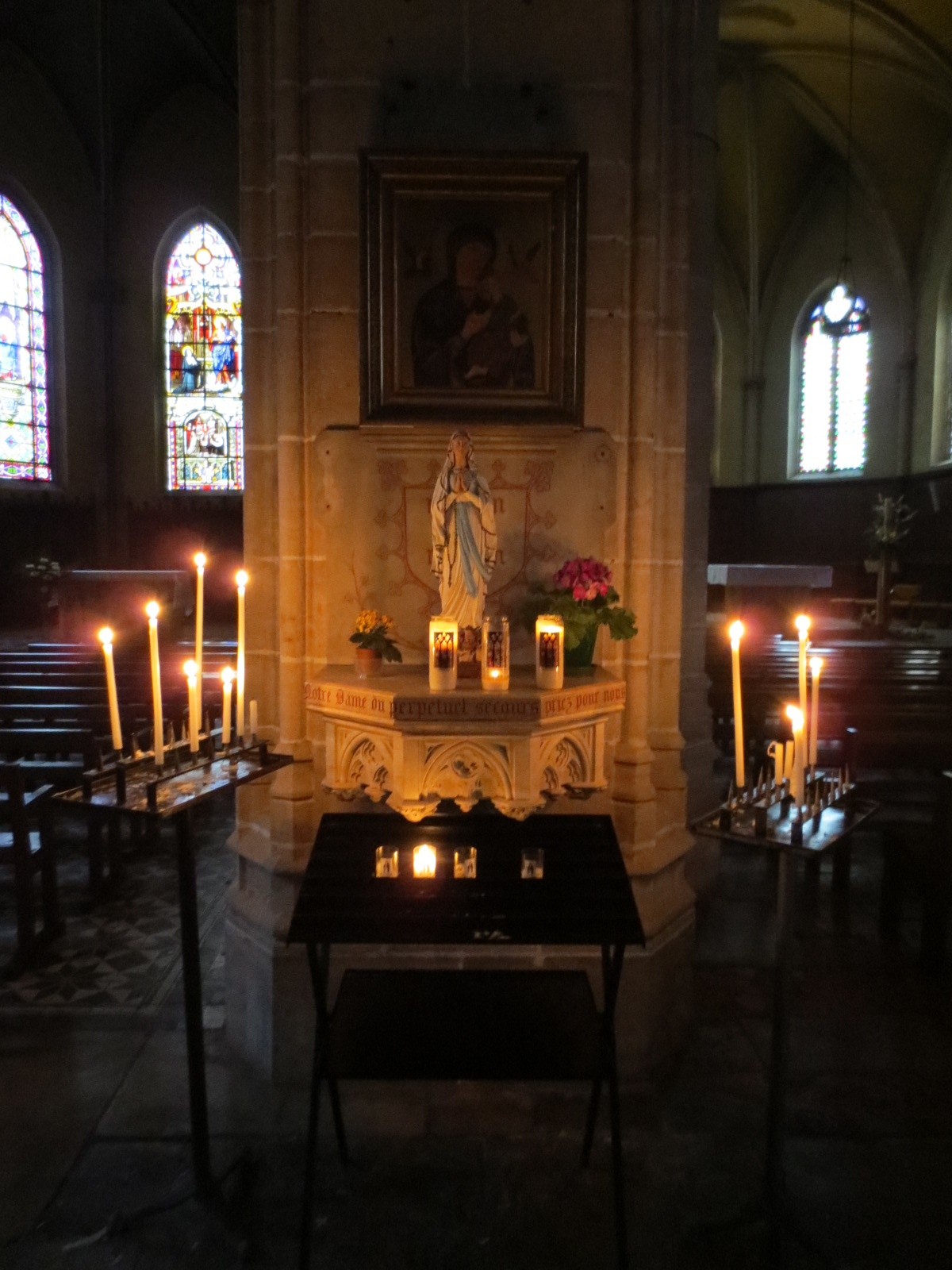
Vierge Marie
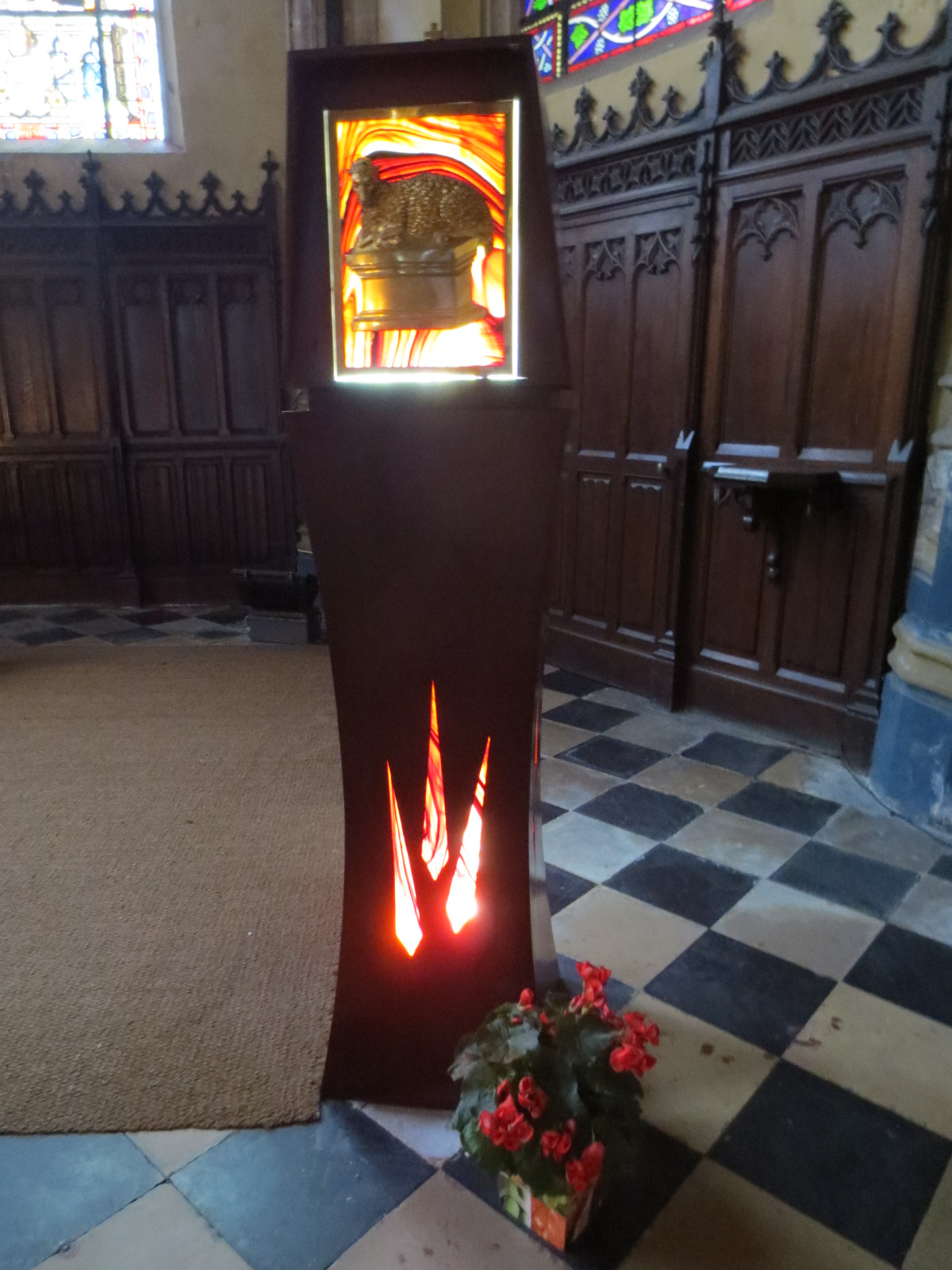
Agneau de Dieu
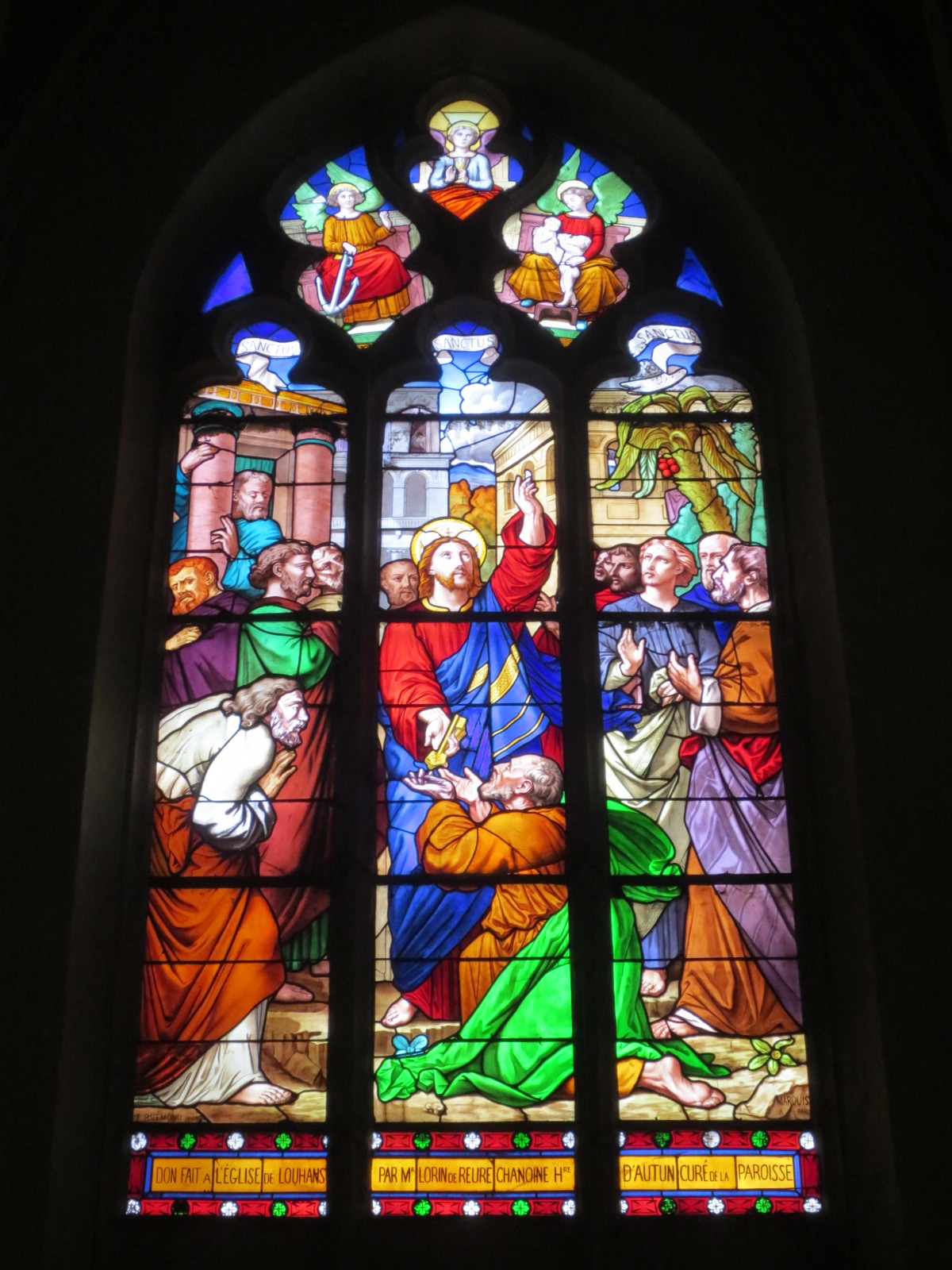
Saint Pierre recevant du Christ les clefs du salut des âmes et du Paradis

Les treize chapelles latérales ajoutées avec le temps et le clocher à dôme (clocher comtois) qui reposait sur un énorme pilier qui encombrait la nef sont démolis en 1883. Le nouveau clocher-porche actuel surmonté d'une flèche est construit devant la chapelle Notre-Dame.
À la Révolution française elle devient temple de la Raison. L'église et sa chapelle sont rendues au culte catholique sous le Concordat.

## Orgue
Depuis 1890, l'église Saint-Pierre possède un orgue, de 13 jeux, construit par les établissements Guetton et Dangon, à l'époque à l'entrée du chœur.
En 1958, il est déplacé vers le transept sud (sa position actuelle) et subit quelques travaux.
Enfin, entre 1990 et 2001 puis en 2004, Jean Deloye remet en place des tuyaux volés.
L'instrument se compose, en traction mécanique, de deux claviers manuels de 56 notes chacun (Grand-Orgue et Récit Expressif) ainsi que d'une pédale de 27 notes. 

### Composition
| I Grand-Orgue C–g5 |     |
| Bourdon            | 16′ |
| Montre             | 8′  |
| Bourdon            | 8′  |
| Prestant           | 4′  |
| Doublette          | 2′  |
| Fourniture III     |     |

| II Récit Expressif C–g5 |    |
| Bourdon                 | 8′ |
| Gambe                   | 8′ |
| Voix céleste            | 8′ |
| Flûte octaviante        | 4′ |
| Trompette               | 8′ |

| Pédale C–d3 |     |
| Soubasse    | 16′ |
| Bourdon     | 8′  |

À noter que les jeux de pédale sont des emprunts au Grand-Orgue.
Accessoires :
- Accouplement Récit/GO,
- Tirasses GO et Récit,
- Tremblant.